# Echo (literatura)
Echo (łac. versus echoici) – znana od starożytności technika pisania utworów literackich, polegająca na wykorzystaniu w funkcji elementu struktury literackiej znanego zjawiska echa, tj. powtórzenia głosu odbitego od przeszkody. Przeszkodę taką stanowiło najczęściej odpowiednie ustawienie rymujących się wyrazów.
W staropolskiej poezji najczęściej stosowano pary wersowe, dzięki którym powtarzano podobne lub jednakowe brzmienia akcentowanych części wyrazów w klauzuli wiersza. W technice tej para rymowa najczęściej znajduje się blisko siebie, a pod względem zasobu zgłoskowego echowy rym jest najczęściej cząstką wyrazu, z którym się rymuje.
Nieco inaczej technikę tę wykorzystywano w poezji barokowej, w której wyrazy rymowe znajdowały się obok siebie, ale rym echowy nie był częścią poprzedzającego wyrazu. Ten rodzaj rymów stosowano najczęściej w barokowej poezji politycznej i satyrycznej, w której pełnił funkcję perswazyjną – jego celem było zwiększenie intensywności oddziaływania na odbiorcę wiersza. Wykorzystywano to jako sposób na kompromitację przeciwników politycznych, zamierzając ujawnić ich podstępność.
Do tej pory nie ustalono jednoznacznie daty pojawienia się zjawiska w polskiej poezji. Na większą skalę używali go poeci rokoszu Zebrzydowskiego w latach 1606–1608. 
W poezji barokowej technika echa spełniała ważny postulat konceptystycznej puenty, zawierającej się w grach słownych, a co za tym idzie w zaskakujących zmianach sensu zdania, np.:

lam rex venit Cracoviam? — iam
Quin advolavit potius? — otius
Quid, an agitur de vita? — ita.

Częsta była też druga forma echa, przedstawiająca obok siebie brzmienia bliskie, które jednocześnie nie są elementem wyrazu rymowanego, np.:

Ehej echo, wszak się tu głos ludzki odbija? — Mija.
Różne tu wieści niosą ci, co przemijają? — Tają.
Czemu tają? Wszak wszytkim wszytko jest wiadomo? — Rzkomo.

Co się teraz z Szwedem dzieje? Mdleje,
Już mu siły ustawają,
O Śmierci mu często bają.